# Romaria da Gruta de Patamuté
A Romaria da Gruta de Patamuté é uma manifestação cultural e religiosa católica, tradicional na cidade de Curaçá, no estado brasileiro da Bahia. Ocorre anualmente nos dias 31 de outubro e 1 de novembro, em homenagem ao Sagrado Coração de Jesus.
A organização da romaria é feita pela Paróquia de Curaçá, pela Prefeitura Municipal, com o apoio do IRPAA, Mata Branca e Curaçá FM.

## História
Em 1902, um vaqueiro, perseguindo uma onça que estava atacando os animais, descobre a gruta e no momento em que encurrala a onça na gruta e se prepara para atirar, o vaqueiro avista uma luz com a imagem do Sagrado Coração de Jesus. No ano de 1903, o padre Pedro Cavalcante Rocha, que era missionário na região, instala um cruzeiro no seu interior. Em 1905, o padre de Curaçá da época, Manoel Félix de Moura constrói um altar e coloca a imagem do Sagrado Coração de Jesus e inicia a Romaria da Gruta de Patamuté. Em 2017, a gruta recebe o título de Santuário Popular.

## A romaria
Na base da gruta é montado um espaço chamado Campo da Acolhida, estruturado com banheiros, toldos e barracas de vendas de alimentos, velas, artesanatos e outros. Muitos romeiros acampam no local, em barracas ou de formas improvisadas para o descanso, como redes ou colchonetes.
No início da noite do dia 31 de outubro, ocorre uma procissão luminosa, ao término da procissão é realizado a Missa de Acolhida e logo após a missa, há apresentações culturais.
No dia 1 de novembro, ocorre a Festa de Todos os Santos. Os romeiros visitam a gruta, onde participam das missas, se confessam, acendem velas e deixam ex-votos e objetos que simbolizam a sua fé.

## A gruta de Patamuté
A gruta é de formação rochosa natural com cento e vinte metros de largura, quarenta e quatro metros de profundidade, vinte e dois metros de altura e há presença de estalactites. No centro da gruta há um altar com a imagem do Sagrado Coração de Jesus, onde os devotos podem colocar velas, ofertas e ex-votos. O acesso à gruta se dá através de uma escadaria.